# Melpomene sodiroi
Melpomene sodiroi är en stensöteväxtart som först beskrevs av Christ och Rosenst., och fick sitt nu gällande namn av Alan Reid Smith och R. C. Moran. Melpomene sodiroi ingår i släktet Melpomene och familjen Polypodiaceae. Inga underarter finns listade.